# Joan Perucho i Gutiérrez
Joan Perucho i Gutiérrez (Barri de Gràcia, Barcelona, 7 de novembre de 1920 - Barcelona, 28 d'octubre de 2003) fou un novel·lista, poeta i crític d'art català, que va alternar la feina d'escriptor amb la seva professió de jutge. Les seues obres de ficció pertanyen al gènere fantàstic amb una dosi d'ironia i requeriment d'un lector culte.

## Biografia
Fill de Manuel Perucho i Monsó, mort a Barcelona el 23 de març de 1965, amo d'una botiga de teixits, i de Jesusa Gutiérrez i Duque, nascuda a Medina del Campo. Va nàixer al carrer Torrent de l'Olla al barri de Barcelona de Gràcia. Va créixer envoltat dels llibres del seu pare, un gran bibliòfil.
Realitzà l'educació des de xiquet a les Escoles de la Doctrina Cristiana i passà a educar-se durant l'adolescència a l'Institut Salmerón. Durant la Guerra Civil va lluitar a l'exercit de la República a partir dels 17 anys, on es formà als Serveis de Cultura al Front.
Va estudiar dret a la Universitat de Barcelona.
A la universitat, col·laborà amb escrits sobre literatura a la revista Poesia, de Josep Palau i Fabra, i des de l'agost del 1942, sobre art a la revista falangista Alerta: revista del Sindicato Español Universitario de Barcelona (1942-43), amb el periodista Nèstor Luján (sobre literatura), el músic Manuel Valls Gorina (sobre música) i el professor i crític literari Antoni Vilanova (sobre literatura i música). Va col·laborar i després va ser redactor de la revista clandestina, catalanisa i antifalangista Ariel (1946-1951), amb poemes i crítica d'art i de literatura. Allí publicà la que seria la primera crítica literària que es va fer de l'obra Ocnos de Luis Cernuda.
Des de 1948 va exercir com a jutge a Catalunya (La Granadella, Banyoles, Móra d'Ebre i Gandesa). Va viure a Banyoles des del 29 d’agost de 1951 fins a l’11 d’abril de 1955, on Perucho va exercir de jutge comarcal. Es va allotjar a l’antic Hotel Mundial, ubicat a la Plaça Major. Des de 1976 fou membre de l'Acadèmia de Bones Lletres de Barcelona.
El 1949, es va casar amb la Maria Lluïsa Cortés Clavé (1922? - Barcelona 2023), amb qui va tenir 5 fills, un dels quals morí al poc temps de néixer. Comprarien una segona residència a Albinyana (Baix Penedès), a 4 kilòmetres del Vendrell, on vivien l'escultor Apel·les Fenosa i la seva dona, l'escriptora i artista Nicole Florensa (Nicole Damotte), amb qui servaven amistat.
Va col·laborar regularment amb articles sobre art i literatura a La Vanguardia, Destino, El Món, Avui, Diario de Barcelona, El Correo Catalán, Ínsula, El Periódico, etc.

Afirma Julià Guillamon:
| « | Perucho va ser un possibilista. No va ser franquista, tampoc antifranquista. Si m'insisteix, puc afirmar que estava còmode en el franquisme. De fet, va ser el primer escriptor de gruix que es va presentar als premis Ciudad de Barcelona, convocats el 26 de gener, que commemoraven la caiguda de la capital catalana | » |

L'any 1995 va ser investit doctor honoris causa per la Universitat Rovira i Virgili. L'any 1991 fou guardonat amb la Creu de Sant Jordi, concedida per la Generalitat de Catalunya.
Afirmà que havia vist fantasmes a sa casa d'Albinyana.

## Obra literària
Perucho va saber simultaniejar elements tradicionals i elements avantguardistes en un mateix discurs literari, donant com a resultat una obra amb grans dosis d'originalitat. Destaca també l'ús de temàtica fantàstica en les seves obres, una característica poc comuna en la literatura catalana.
El 1947 publicà el seu primer poemari Sota la sang. Aquest poemari tenia contingut existencialista.
Tingué un èxit considerable per primera vegada amb Llibre de cavalleries, publicat el 1957.
La seva novel·la més aclamada, Les històries naturals, una trama de vampirs ambientada en plena guerra carlina, ha estat traduïda a més de quinze idiomes.
Al llarg de la seva carrera ha estat guardonat amb diversos premis literaris: el 1953 amb el Premi Ciutat de Barcelona amb El mèdium, l'any 1981 amb el Premi Joan Crexells de narrativa i la primera edició del Premi Ramon Llull de novel·la per Les aventures del cavaller Kosmas, obra per la qual també rebé el Premi de la Crítica de narrativa catalana. El 1996 fou guardonat amb el Premi de la Crítica de poesia catalana per Els jardins botànics, el 1995 amb el Premi Nacional de Literatura concedit per la Generalitat de Catalunya i el 2002 amb el Premi Nacional de les Lletres Espanyoles.
D'ell, va dir en Luis Alberto de Cuenca amb motiu de l'obtenció del Premi Nacional de les Lletres Espanyoles de l'any 2002:
| « | Joan Perucho ha escrito de todo -libros de prosa, espléndidos poemas- y siempre lo ha hecho con esa especie de mezcla de erudición socarrona y de vértigo expresivo que caracteriza su escritura y que hace de él uno de los escritores más originales que tenemos ahora en la literatura española, comprendiendo en ese concepto todas las demás literaturas peninsulares. | » |

## Crítiques generals a les seues obres literàries
Guillamon el lloa, dient:
| « | Pocs autors catalans d'aquest segle poden oferir la diversitat d'interessos i la varietat de la literatura de Joan Perucho, una relació tan estreta amb l'art del seu temps, una creació tan fecunda de mons imaginaris, la necessitat irrenunciable de mantenir la memòria de la gent i els paisatges que ha conegut, i incorporar-los a la tradició cultural al costat dels llibres i les obres d'art. (Julià Guillamon. «El món de Joan Perucho. L'art de tancar els ulls», Serra d'Or, maig 1999, p. 54) | » |

Joan Fuster considerà que com a escriptor en prosa, «no acaba de sortir-ne» del món de la poesia. Però també diu que: 
| « | La mena de literatura que va lligada al nom de Lovecraft —un tipus d'especulació imaginativa ben interessant— pesa vivament sobre Perucho. Es tracta del joc amb l'irracional: fantasmes, vampirs, estupors, mistagògies, suposicions arcanes, somni. […] Joan Perucho es proposa, com s'ho proposava Lovecraft, l'especulació "premeditada" —racional— d'ingredients que provenen del pànic i de la perplexitat que l'home arrossega en la seva pretensió de ser home. La maniobra oscil·la entre l'espant i l'humor, i és, a cada plana, una temptativa de recobrar la faula a través de la intel·ligència. (Joan Fuster. Literatura catalana contemporània. Barcelona: Curial, 1971, p. 373) | » |

## Obres
Aquestes son algunes de les obres escrites per l'autor.

### Narrativa
- 1953: Diana i la mar morta
- 1956: Amb la tècnica de Lovecraft
- 1957: Llibre de cavalleries
- 1960: Les històries naturals
- 1963: Galería de espejos sin fondo
- 1965: Roses, diables i somriures
- 1968: Nicéforas y el grifo
- 1968: Aparicions i fantasmes
- 1969: Botànica oculta o el fals Paracels ISBN 84-233-1053-1
- 1972: Historias secretas de balnearios
- 1974: Històries apòcrifes
- 1975: Els balnearis
- 1976: Monstruari fantàstic
- 1981: Les aventures del cavaller Kosmas
- 1981: Museu d'ombres
- 1981: Petit museu de monstres marins
- 1981: Gàbia per a petits animals feliços. (Quaderns Crema)
- 1982: Discurs de l'Aquitània i altres refinades perversitats. (Quaderns Crema)
- 1983: Incredulitats i devocions
- 1983: Pamela
- 1984: Les delicies de l'oci
- 1984: Los laberintos bizantinos o un viaje con espectros
- 1984: Un viatge amb espectres. (Quaderns Crema)
- 1985: Dietario apócrifo de Octavio de Romeu
- 1986: La guerra de la Cotxinxina
- 1986: Roses, diables i somriures
- 1987: Minuta de mostruos
- 1988: Los misterios de Barcelona
- 1989: Els emperadors d'Abissínia
- 1990: Detrás del espejo
- 1990: El basilisc
- 1990: Algú a la nit respira
- 1990: Els fantasmes de la calaixera
- 1994: El baró de Maldà i les bèsties de l'infern
- 1995: Las sombras del mundo
- 1996: Fabulaciones
- 1997: Obres completes 1985-1997
- 2001: Carmina o la gnosi angélica
- 2001: Història d'un retrat
- 2001: La darrera mirada

### Poesia
- 1947: Sota la sang
- 1951: Aurora per vosaltres
- 1953: El mèdium
- 1956: El país de les meravelles
- 1970: Antología poética
- 1978: Poesia 1947-1973
- 1982: Poesía 1947-1981 (bilingüe)
- 1983: Quadern d'Albinyana. (Quaderns Crema)
- 1984: Obra poética completa
- 1985: Itineraris d'Orient
- 1986: Els miralls
- 1987: La medusa
- 1988: El duque de Portland sale a la calle
- 1989: Cendres i diamants
- 1993: Inscripcions, làpides, esteles
- 1994: Els dies de la Sicília i la Germànica
- 1995: Un silencio olvidado: poesía (1943-1947). (Quaderns Crema)
- 1995: Versos d'una tardor
- 1997: El far
- 1998: La mirada d'Antinea
- 2000: Els morts

### Assaig
- 1968: Miró, les essències de la terra
- 1985: Teoria de Catalunya
- 1986: Una semàntica visual
- 1990: Monstres i erudicions
- 1991: Cultura i imatge
- 1993: La gespa contra el cel, notes de viatge
- 1994: Picasso, el cubisme i Horta de Sant Joan
- 1998: Els secrets de Circe
- 1998: Estética del gusto
- 1998: La meva visió del món, 2 volums
- 1999: Gastronomia i cultura
- 1999: La porta de la identitat[24][25]

## Premis i reconeixements[3][2]
Va rebre la Creu de Sant Jordi el 1991, el Premi Nacional de Cultura de la Generalitat de Catalunya el 1995, el premi Rosalía de Castro de la PEN gallega el 1996, el Premi de la Crítica de narrativa catalana el 1981, el Premi de la Crítica de poesia catalana el 1996, la Medalla d'Or al Mèrit Artístic de l’Ajuntament de Barcelona el 2001, el Premi Nacional de les Lletres del govern d'Espanya el 2002, i el Premi Gabriel de l'Asociación Española de Fantasía y Ciencia-Ficción, també el 2002, entre d'altres.
Premis
- Premi Ciutat de Barcelona (1953) per El mèdium
- Premi Andreu Xandri als Jocs Florals de la Llengua Catalana de Sao Paulo (1954)
- Premi Josep Yxart (1957) per la seva obra dins Cita de narradors
- Premi de la Crítica de narrativa catalana (1981) per Les aventures del cavaller Kosmas
- Premi Ramon Llull (1981) per Les aventures del cavaller Kosmas
- Premi Joan Crexells (1982) per Les aventures del cavaller Kosmas
- Premi Cavall Verd (1984) per Quadern d'Albinyana
- Premi Nacional de Cultura de la GenCat en la modalitat de Literatura (1994)
- Premi de la Crítica de poesia catalana (1996) per Els jardins botànics

Reconeixements
- Creu de Sant Jordi (1991) de la GenCat per la seva trajectòria
- Premi Rosalía de Castro (1996), Centro PEN Galicia, pel conjunt de la seva obra
- Medalla d'Or al Mèrit Artístic de l'Ajuntament de Barcelona (2001)
- Premi Gabriel de la Asociación Española de Fantasía y Ciencia Ficción (2002)
- Premi Nacional de les Lletres Espanyoles (2002) del govern d'Espanya, pel conjunt de la seva obra